# Arctosa serrulata
Arctosa serrulata là một loài nhện trong họ Lycosidae.
Loài này thuộc chi Arctosa. Arctosa serrulata được Mao & Da-xiang Song miêu tả năm 1985.